# 三尾屋
三尾屋商店（みおやしょうてん）は、1868年（明治元年）に開業し、和歌山県日高郡日高川町の寒川で小売販売等の事業を営む個人事業である。

## 概要
1868年（明治元年）に三尾（後の和歌山県日高郡美浜町域）で開業し、現在は和歌山県日高郡日高川町の寒川で小売を行っている。
仕入れは主に同県の御坊市と田辺市から行っており、自家製の特産品の販売も行っている。自家製の糠漬け「榮助漬け」の糠床は、1868年（明治元年）の開業当初より引き継がれている。

## 沿革
初代福島榮助（1847年（弘化4年）-1906年（明治39年））は、三尾の出身で、同じく三尾出身で「カナダ移民の父」とも呼ばれる工野儀兵衛は甥にあたる。榮助が幕末に湯浅に移住、明治改元の頃から寒川村との間で行商を始めたのが三尾屋のはじまりである。当初は湯浅からは小間物やいりこを、寒川からは現地産の椎茸を運び、両地を往復していた。
1876年（明治9年）10月、寒川の土居で家を借り湯浅から移転、1883年（明治16年）5月には家を購入した。やがて日高川沿いの交通状況が改善すると、三尾屋は1897年（明治30年）頃から製茶工場を建て、茶の扱いを始めた。二代目榮助（1876年（明治9年）-1935年（昭和10年））の時代になると楮や棕櫚など農産物全般へと取扱い品目を広げていった。1935年（昭和10年）頃に撮影された「三尾屋百貨店」の看板を掲げる店舗の写真が残されている。しかしこの時代は後に統制が進行、人手不足もあり、椎茸を除く農産物の販売から手を引かざるを得なくなった。
1953年（昭和28年）には戦前からの店舗が紀州大水害で被害を受け、店舗が建て替えられた。昭和40年代には農薬と医薬品を除く生活必需品全般を扱うようになっている。